# Melanophryniscus rubriventris
Espèce
Synonymes
- Atelopus rubriventris Vellard, 1947
- Melanophryniscus rubriventris toldosensis Laurent, 1973
- Melanophryniscus rubriventris subconcolor Laurent, 1973

Statut de conservation UICN

 LC  : Préoccupation mineure
Melanophryniscus rubriventris est une espèce d'amphibiens de la famille des Bufonidae.

## Répartition
Cette espèce se rencontre entre 700 et 1 800 m d'altitude :
- en Argentine dans les provinces de Salta et de Jujuy ;
- en Bolivie dans les départements de Cochabamba, de Chuquisaca, de Santa Cruz et de Tarija.

## Taxinomie
Les trois sous-espèces Melanophryniscus rubriventris rubriventris, Melanophryniscus rubriventris toldosensis et Melanophryniscus rubriventris subconcolor décrites par Laurent en 1973 ont été synonymisées par Vaira en 2003.

## Publication originale
- Vellard, 1947 : Un nuevo batracio del norte argentino. Acta zoológica lilloana, vol. 4, p. 115-119.